# 晋平の里間山温泉公園「ぽんぽこの湯」
「ぽんぽこの湯」（「ぽんぽこのゆ」）は長野県中野市にある日帰り温泉。「株式会社北志賀竜王」が運営。

## 概要
中野市街地を見下ろす高台にある。眼下には田園・市街地・北信五岳（斑尾、妙高、黒姫、戸隠、飯綱）の雄大なパノラマが楽しめる。露天風呂・大浴場・サウナ・大広間・和室・レストランがある。泉質はナトリウム－カルシウム塩化物泉。「ぽんぽこの湯」の名は、中野市が『証城寺の狸囃子』の作曲者の中山晋平（『シャボン玉（唱歌）』作曲）の出身地であることから付けられた。

## 施設
- ぽんぽこの湯
- ログコテージ（利用情報[3]）
- マレットゴルフ（利用情報[4]）

## ぽんぽこの湯利用情報[5]

### 入浴料
- 大人：550円(平日)　650円(土日祝)
- 小人：350円(平日)　450円(土日祝)

### 営業時間
- 午前10時～午後9時(最終入場午後8時30分)

### 休館日
毎週木曜日　祝日の場合は営業致します（設備点検等のため休業する場合があります）

## 交通
- 上信越自動車道信州中野IC（10.2Km)
- 長野電鉄長野線信州中野駅から中野市ふれあいバス温泉公園行きで約25分[6]